# 2025年台灣民眾黨主席補選
台灣民眾黨第二屆黨主席補選於2025年2月15日舉行，是台灣民眾黨自第二屆黨主席選舉以來所舉辦的第二次黨主席直接選舉。選舉方式採用直接、平等、無記名、單記、相對多數投票制度，並以電子投票。

## 背景
時任黨主席柯文哲在2024年中華民國總統選舉落敗後，接連捲入政治獻金案、京華城案等司法案件，遭到臺北地檢署羈押禁見長達四個月。他在2024年12月30日交保獲釋後，以不宜讓台灣民眾黨被漫長司法訴訟程序拖累為由，向中央委員會請辭黨主席，並建議在2025年2月1日前完成黨主席補選。

## 選舉方式
依據台灣民眾黨黨章《黨主席選舉辦法》：
* 黨主席一人對外代表本黨，由黨員直接投票產生，任期為4年，連選得連任。黨主席第一屆任期至民國111年12月31日止。
- 黨主席請辭或因故無法執行職權時，由中央委員互推一人代理之。如所餘任期超過一年，應於出缺後六個月內完成補選，其任期至原黨主席之任期屆滿之日。
- 黨主席得任命中央黨部秘書長、副秘書長與相關黨務部門之主管人事。

## 作業時程
| 台灣民眾黨第2屆黨主席補選作業時程 | 台灣民眾黨第2屆黨主席補選作業時程 |
| 辦理日期                          | 作業項目                          |
| --------------------------------- | --------------------------------- |
| 2025年1月13日                     | 中央黨部發佈公告。                |
| 2025年1月14日至1月17日            | 參選人線上報名。                  |
| 2025年1月22日至1月24日            | 黨員線上連署。                    |
| 2025年2月4日                      | 黨主席候選人抽籤決定號次。        |
| 2025年2月8日                      | 第一場政見發表會。                |
| 2025年2月14日                     | 第二場政見發表會。                |
| 2025年2月15日                     | 進行黨員投票、開票。              |
| 2025年2月19日                     | 黨中央公告第二屆黨主席當選名單。  |

## 候選人
| 台灣民眾黨第2屆黨主席補選候選人 | 台灣民眾黨第2屆黨主席補選候選人                                                                       | 台灣民眾黨第2屆黨主席補選候選人                                  |
| 姓名                            | 簡歷                                                                                                  | 狀態                                                             |
| ------------------------------- | --- | ---------------------------------------------------------------- |
| 黃國昌                          | 背景：立法委員 簡歷： - 台灣民眾黨立法院黨團總召集人 - 中華民國第9、11屆立法委員 - 台灣民眾黨代理主席 | 選舉狀態：當選。 宣佈日期：2025年1月14日 登記日期：2025年1月14日 |
| 蔡壁如                          | 背景：立法委員 簡歷： - 中華民國第10屆立法委員 - 臺中市政府顧問                                       | 選舉狀態：落選。 登記日期：2025年1月17日                         |

## 主要政見

### 黃國昌
民眾黨的角色與目標：
一、作為負責任的在野黨，首要任務是強力監督與制衡執政黨。
二、指出台灣民眾黨已成功推動財政收支劃分法與吹哨者保護法，展現言行一致的執政能力。
三、未來將聚焦司法改革、媒體改革、居住正義,並擘劃2028政策綱領，集結專家與社會力量共創未來。
3+1進化計劃：
一、溝通更強化：不僅黨內溝通,更要與臺灣各階層人民直接對話，媒體改革 是關鍵，避免媒體淪為執政者工具。
二、論述更深化：透過國家治理學院平台，細緻闡述政策理念，讓民眾理解民眾黨主張。
三、組織更活化：推動去中心化、扁平化，提高資訊流通效率，深入社區，快速回應人民需求。
四、人才培育最關鍵：以寬廣胸襟吸納各方人才，共同為臺灣未來奮鬥。
團隊精神與目標
一、強調團隊合作，避免內部紛爭，將不滿轉化為推廣理念的力量。

二、期待全黨公職積極尋找人才，共同打造改革與戰鬥的團隊。

### 蔡壁如
大和解2.0的具體行動：
一、提出推動政黨和解計畫，邀請各黨主席對話,尋求國家發展共識。 
二、強調和解並非無條件讓步，而是基於理性與公平。
「先和解,後反制」策略：
一、若民進黨不接受和解，民眾黨將啟動反制行動,揭露其政治操作。 
二、透過輿論戰強調民進黨的雙重標準，爭取社會支持。
三個必須：
一、重建財政紀律：承諾補正政治獻金缺失，重啟財務監督委員會,恢復以前的 嚴謹財政管理。 
二、正視黨員心聲：走訪各地舉辦黨務說明會，提升黨務透明度與地方連結。

三、落實柯文哲理念：維護「政黨和解、社會和諧、兩岸和平」的理念,反對大 罷免行動,避免無止境的政黨惡鬥。

## 選舉結果
| 號次   | 候選人 | 候選人 | 得票數 | 得票率 | 狀態   |
| ------ | ------ | ------ | ------ | ------ | ------ |
| 1      |        | 黃國昌 | 8,903  | 96.11% |        |
| 2      |        | 蔡壁如 | 360    | 3.89%  |        |
| 投票數 | 投票數 | 投票數 | 9,263  | 9,263  | 9,263  |
| 投票率 | 投票率 | 投票率 | 47.95% | 47.95% | 47.95% |

### 相關選舉
- 2022年台灣民眾黨主席選舉
- 2024年台灣民眾黨總統提名選舉

## 資料來源

### 外部連結
- 台灣民眾黨官網 （页面存档备份，存于）